# Gökay Iravul
Gökay Iravul (* 18. Oktober 1992 in Denizli) ist ein türkischer Fußballspieler.

## Karriere

### Verein
Iravul begann mit dem Fußballspielen bei der Jugend von Denizlispor. 2005 wechselte er dann in die Fenerbahçe-Jugendmannschaft. 2010 wurde er in die A-Mannschaft berufen. Sein erstes Spiel in der A-Mannschaft bestritt er in einem Vorbereitungsspiel gegen AZ Alkmaar im Sommer 2010. Das erste Profispiel bestritt er am 2. Oktober 2010 gegen Gençlerbirliği Ankara, als er in der 88. Minute für Mamadou Niang eingewechselt wurde.
Für die Spielzeit 2012/13 wurde er an den Zweitligisten Manisaspor ausgeliehen. Mit diesem Verein erreichte er die Herbstmeisterschaft der TFF 1. Lig. In der Rückrunde verspielte der Verein die Tabellenführung und erreichte nur die Playoffs. In den Playoffs schaffte man es bis ins Finale und unterlag hier Konyaspor. Zur neuen Saison kehrte Iravul zu Fenerbahçe zurück und wurde für die kommende Spielzeit an den Zweitligisten Adana Demirspor ausgeliehen. Für die Rückrunde wurde sein Leihvertrag mit Adana Demirspor aufgelöst. Anschließend wurde er für den Rest der Spielzeit erneut an Manisaspor ausgeliehen.
Nachdem Iravul die Hinrunde der Saison 2014/15 an den Zweitligisten Gaziantep Büyükşehir Belediyespor ausgeliehen wurde, verbrachte er die Rückrunde als Leihgabe bei Albimo Alanyaspor. Zum Saisonende wurde er von diesem Verein samt Ablöse verpflichtet. Hier erreichte er mit seinem Team zum Sommer 2016 den Play-off-Sieg der TFF 1. Lig und damit den Aufstieg in die Süper Lig. In die 1. türkische Liga aufgestiegen absolvierte er in der Hinrunde nur drei Pflichtspiele und wurde für die Rückrunde der Spielzeit 2016/17 an den Zweitligisten Samsunspor ausgeliehen.

### Nationalmannschaft
Iravul durchlief ab der U-15 nahezu alle türkischen Jugendnationalmannschaften. 2009 nahm er mit der türkischen U-17-Auswahl an der U-17-Fußball-Weltmeisterschaft 2009 teil und erreichte mit seiner Mannschaft das Viertelfinale. 
Mit der U-19 nahm er an der U-19-Fußball-Europameisterschaft 2011 teil, schied aber bereits in der Gruppenphase mit seiner Mannschaft aus dem Turnier aus.

## Erfolge
Fenerbahçe Istanbul
- Türkischer Meister: 2010/11
- Türkischer Pokalsieger: 2011/12

Mit Alanyaspor
- Play-off-Sieger der TFF 1. Lig und Aufstieg in die Süper Lig: 2015/16